# Walter Andreas Euler
Walter Andreas Euler (* 10. Juni 1962 in Spiegelau) ist ein deutscher römisch-katholischer Theologe.

## Leben
Walter Andreas Euler studierte von 1981 bis 1986 katholische Theologie an der Albert-Ludwigs-Universität Freiburg und an der Universität Passau, wo er 1986 das Diplom in katholischer Theologie erwarb. Nach der Promotion 1990 zum Dr. theol. in Freiburg im Breisgau war er von 1990 bis 1992 Postdoc-Stipendiat der DFG in Freiburg und Florenz.
Am 1. April 1992 wurde ihm eine unbefristete C-2-Dozentur für Cusanus-Forschung an der Theologischen Fakultät Trier verliehen. Seit dem 13. Dezember 1996 war er außerdem ständiger Lehrbeauftragter für Religions- und Missionswissenschaft an der Theologischen Fakultät Trier. Nach der Habilitation am 20. Juni 1997 im Fach Fundamentaltheologie und Religionswissenschaft wurde er am 8. Dezember 1997 zum Privatdozenten für das Fach Fundamentaltheologie und Religionswissenschaft an der Theologischen Fakultät Trier ernannt. Am 1. April 1998 erfolgte die Ernennung zum Professor und am 1. Oktober 2001 zum Ordinarius für Fundamentaltheologie und Ökumenische Theologie an der Theologischen Fakultät Trier. Vom 1. April 2007 bis zum 30. September 2016 war er außerdem Direktor des Instituts für Cusanus-Forschung an der Universität und der Theologischen Fakultät Trier sowie vom 23. Oktober 2008 bis zum 31. Dezember 2016 Vorsitzender des Wissenschaftlichen Beirats der Cusanus-Gesellschaft. Seit dem 1. April 2023 ist er Rektor der Theologischen Fakultät Trier.
Euler ist Mitglied im Board of Advisors der American Cusanus Society, des Vorstands der Caspar-Olevian-Gesellschaft Trier, des Wissenschaftlichen Beirats des Emil-Frank-Instituts und der Ökumene-Kommission des Bistums Trier sowie Vorsitzender des Kuratoriums des Ökumenischen Instituts für interreligiösen Dialog an der Universität Trier. 
Seine Interessensschwerpunkte sind Theologie der Religionen (historisch und systematisch); das Verhältnis von Christentum und Islam; ökumenische Theologie; Nikolaus von Kues (insbesondere die Interpretation seiner Theologie und Mitherausgabe der deutschen Übersetzung des Predigtwerkes) und Kritiker des Christentums.

## Schriften (Auswahl)
- Unitas et Pax. Religionsvergleich bei Raimundus Lullus und Nikolaus von Kues (= Religionswissenschaftliche Studien, Band 15). Echter, Würzburg 1990, ISBN 3-429-01342-9 (zugleich Dissertation, Freiburg im Breisgau 1989).
- „Pia philosophia“ et „docta religio“. Theologie und Religion bei Marsilio Ficino und Giovanni Pico della Mirandola (= Humanistische Bibliothek, Reihe 1: Abhandlungen, Band 48). Fink, München 1998, ISBN 3-7705-3280-5.
- Studien zur Biographie und Theologie des Nikolaus von Kues (= Theologie: Forschung und Wissenschaft, Band 69). Lit, Münster 2022, ISBN 978-3-643-14893-3.
- Klaus Kremer. In: Biographisch-Bibliographisches Kirchenlexikon (BBKL). Band 32, Bautz, Nordhausen 2011, ISBN 978-3-88309-615-5, Sp. 834–838 (Artikel/Artikelanfang im Internet-Archive).

als Herausgeber
- mit Klaus Reinhardt: Nicolaus de Cusa: Sermones CCIV-CCXVI (= Nicolai de Cusa Opera omnia iussu et auctoritate Academiae Litterarum Heidelbergensis ad codicum fidem edita. Band XIX, Faszikel I). Meiner, Hamburg 1996, ISBN 3-7873-1277-3.
- Raimundi Lulli Opera latina, op. 101-105: Ianuae et in Monte Pessulano anno 1303 composita (= Raimundi Lulli Opera latina. Band XXIII; Corpus Christianorum. Continuatio Mediaevalis. Band 115). Brepols, Turnhout 1998, ISBN 2-503-04151-5.
- mit Harald Schwaetzer: Nicolaus de Cusa: Sermones CCXXXII-CCXLV (= Nicolai de Cusa Opera omnia iussu et auctoritate Academiae Litterarum Heidelbergensis ad codicum fidem edita. Band XIX, Faszikel 3). Meiner, Hamburg 2002, ISBN 3-7873-1605-1.
- 40 Jahre danach: Das Zweite Vatikanische Konzil und seine Folgen. Paulinus, Trier 2005, ISBN 3-7902-1315-2.
- mit Harald Schwaetzer und Klaus Reinhardt: Sermones CXXII-CCIII (= Nikolaus von Kues: Predigten in deutscher Übersetzung. Band 3). Aschendorff, Münster 2007, ISBN 978-3-402-03483-5.
- mit Tom Kerger: Cusanus und der Islam. Paulinus, Trier 2010, ISBN 978-3-7902-0228-1.
- Der Gottes-Gedanke des Nikolaus von Kues. Akten des Symposions in Trier vom 21. bis 23. Oktober 2010 (= Mitteilungen und Forschungsbeiträge der Cusanus-Gesellschaft, Band 33). Paulinus, Trier 2012, ISBN 978-3-7902-1594-6.
- mit Viki Ranff, Klaus Reinhardt und Harald Schwaetzer: Sermones XXVII-CXXI (= Nikolaus von Kues: Predigten in deutscher Übersetzung. Band 2). Aschendorff, Münster 2013, ISBN 978-3-402-03482-8.
- mit Marco Brösch, Alexandra Geissler und Viki Ranff: Handbuch Nikolaus von Kues. Leben und Werk. WBG, Darmstadt 2014, ISBN 978-3-534-26365-3.
- mit Johannes Brantl und Margarete Eirich: Das Zweite Vatikanische Konzil: Beschlüsse – Ideen – Personen. Paulinus, Trier 2016, ISBN 978-3-7902-1847-3.
- Nikolaus von Kues – Denken im Dialog (= Philosophie: Forschung und Wissenschaft, Bd. 50). Lit, Münster 2019, ISBN 978-3-643-14270-2.
- Die römischen Jahre des Nikolaus von Kues. Akten zum Jubiläumssymposium des Wissenschaftlichen Beirats der Cusanus-Gesellschaft in Kooperation mit dem Päpstlichen Institut Santa Maria dell‘Anima aus Anlass des 550. Todestages von Nikolaus von Kues im Jahr 2014 in Rom (= Mitteilungen und Forschungsbeiträge der Cusanus-Gesellschaft, Band 35). Paulinus, Trier 2020, ISBN 978-3-7902-1596-0.